# Gyrtona scotialis
Gyrtona scotialis là một loài bướm đêm trong họ Noctuidae.